# Pomy (Svizzera)
Pomy (toponimo francese) è un comune svizzero di 760 abitanti del Canton Vaud, nel distretto del Jura-Nord vaudois.

## Storia
Nel 1964 Pomy ha ceduto la località di La Grand-Fin, fino ad allora sua frazione, al comune di Cuarny.

### Simboli
Lo stemma è stato adottato nel 1918. Il melo (in francese pommier) richiama il nome del paese; le sei mele rappresentano le sei antiche famiglie borghesi di Pomy (Cuche, Miéville, Ottonin, Pilloud, Pellaux e Vulliemin).

## Monumenti e luoghi d'interesse

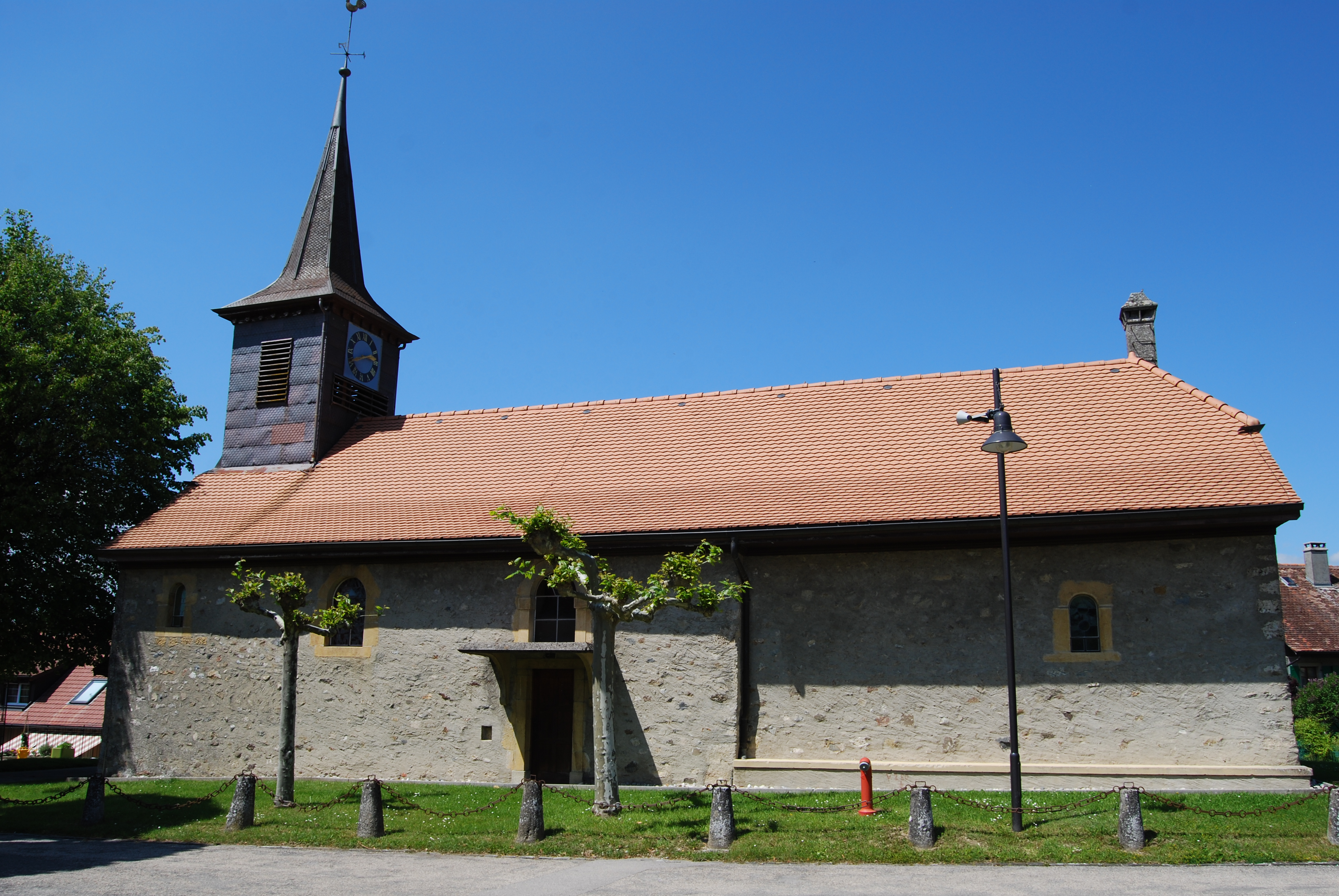
La chiesa di San Giorgio

- Chiesa riformata di San Giorgio, attestata dal 1453 e ricostruita nel 1727[1].

## Società

### Evoluzione demografica
L'evoluzione demografica è riportata nella seguente tabella:
Abitanti censiti

## Amministrazione
Ogni famiglia originaria del luogo fa parte del cosiddetto comune patriziale e ha la responsabilità della manutenzione di ogni bene ricadente all'interno dei confini del comune.